# Церква святих верховних апостолів Петра і Павла (Урмань)
Церква святих верховних апостолів Петра і Павла — парафія і храм Бережанського деканату Тернопільсько-Зборівської архієпархії Української греко-католицької церкви в с. Урмані Бережанського району Тернопільської області.

## Пам'ятки

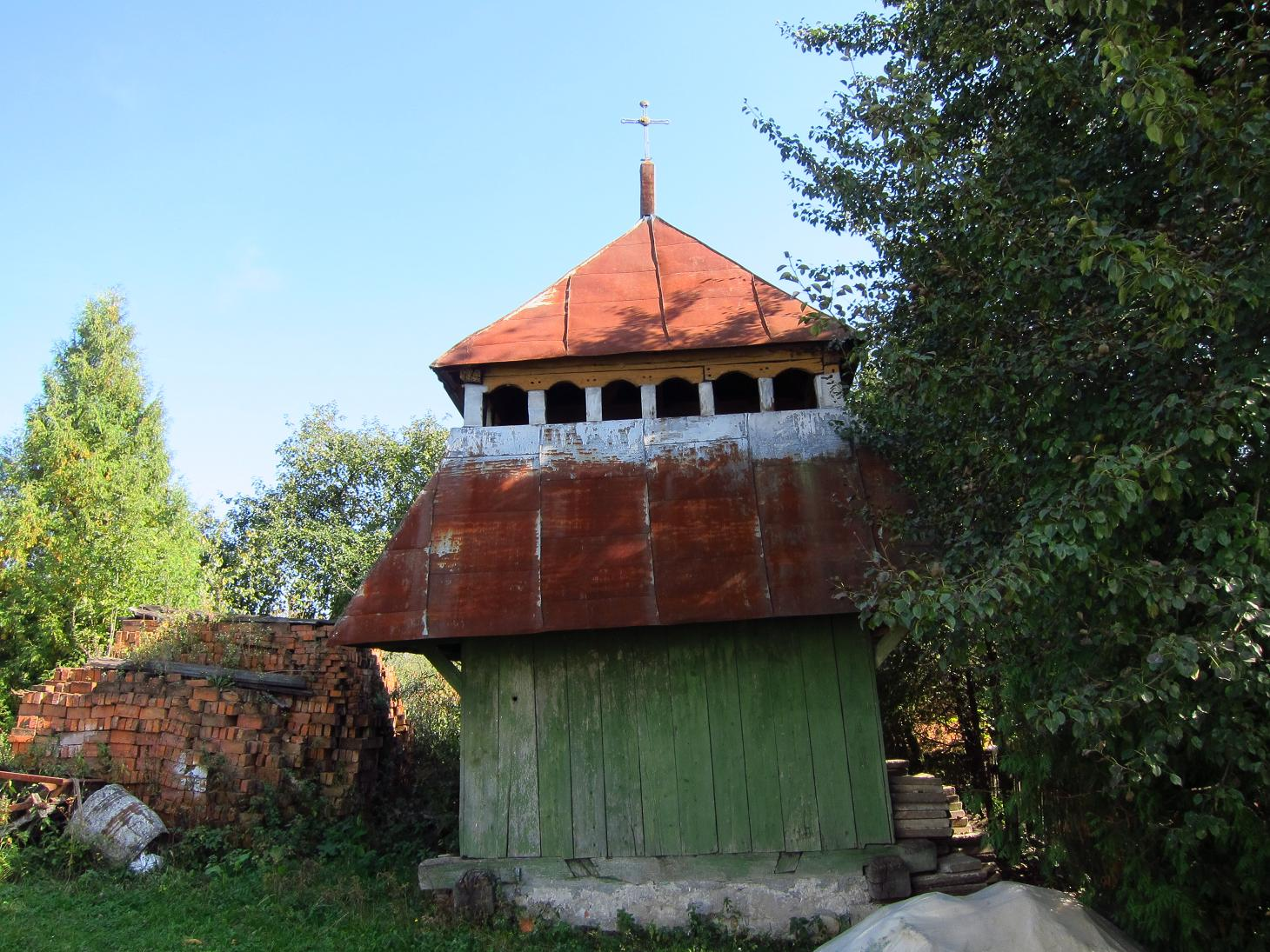
Дзвіниця

Дерев'яний храм (охоронний номер 1560/1) і дзвіниця (охоронний номер 1560/2) є пам'ятками архітектури національного значення.
Кам'яний храм (охоронний номер 1822) є пам'яткою архітектури місцевого значення.

## Історія парафії

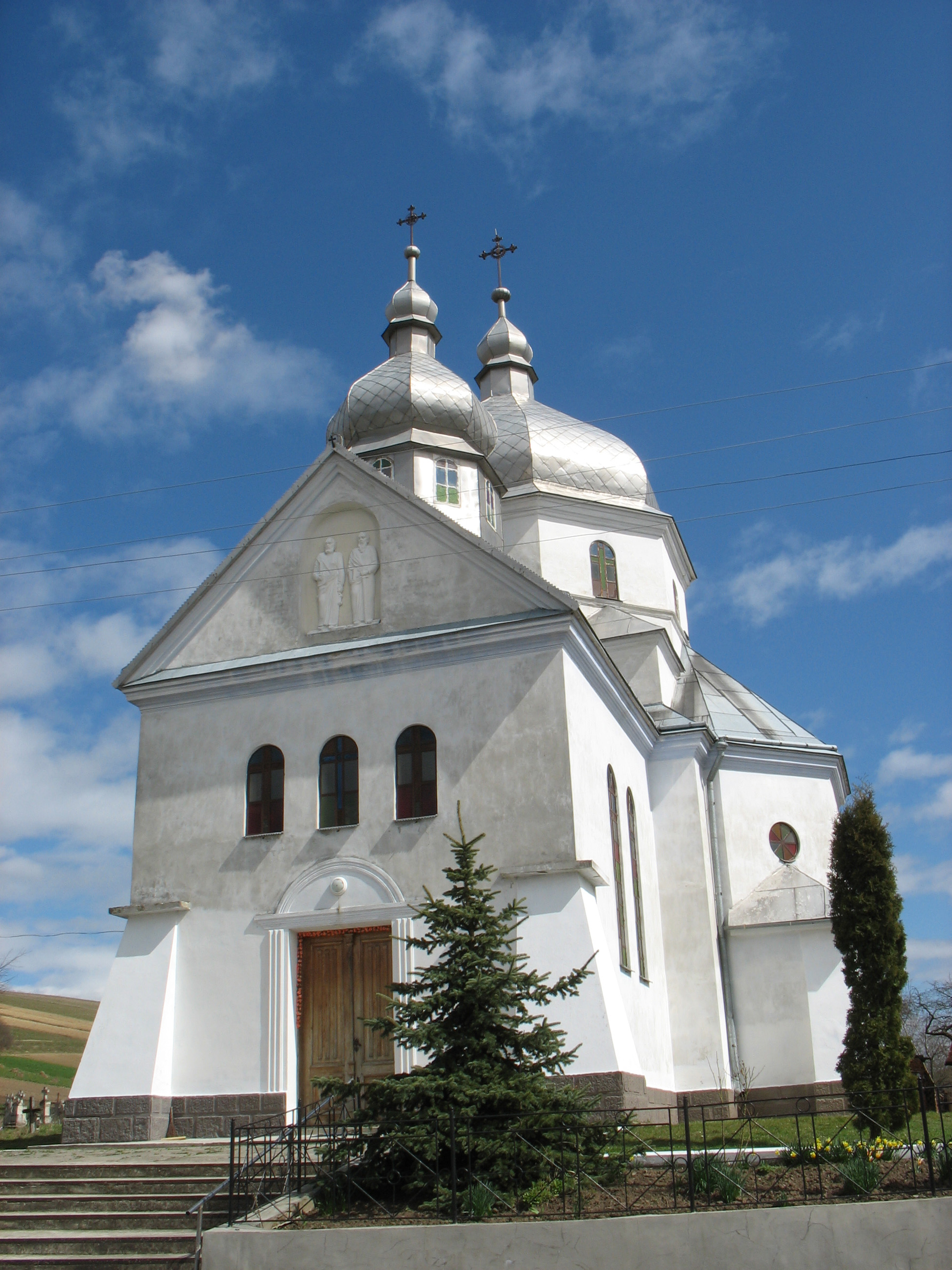
Кам'яний храм

Парафію утворено в 1739 році і діяла вона до 1946.
За шематизмами до 1918 року урманська церква була дочірньою до церкви в Дрищеві (нині Надрічне). І тільки з 1924 вона записана окремо, але все ще служив священик із Дрищева.
У радянські часи парафію і храм радянська влада зняла з реєстрації. Віруючі відвідували богослужіння у діючому в структурі РПЦ храмі в Поморянах. Парафію святих апостолів Петра і Павла відновлено в 1989 році (30 квітня о. Зіновій Бідула провів тут першу після закриття храму Службу Божу) і зареєстровано рішенням виконавчого комітету Тернопільської обласної ради народних депутатів від 25 серпня 1991 № 212.
Стара церква побудована на Покутті в 1668 році (дата побудови вказана на церкві) і перевезена в Урмань волами, зібрана на місці. Перед будівництвом нової мурованої церкви, стару пересунули на те місце, де вона знаходиться і нині.
Будівництво нового (кам'яного) храму розпочали в 1939 і завершили в 1993 році. Іконостас виготовив і розписав церкву Ярослав Макогін у 1993-му.
З благословення владики Михаїла Сабриги 12 липня 1993 року о. Павло Репела освятив храм.
5 лютого 2006 парафію з візитацією відвідав владика Михаїл (Сабрига).
Усе населення Урмані — парафіяни церкви Петра і Павла.
При парафії діють: братство Матері Божої Неустанної Помочі, спільнота «Жива вервиця», Марійська та Вівтарна дружини. Катехизацію проводять Наталія Гунька і о. Зіновій Бідула.
Парафія співпрацює зі школою і місцевою владою.

## Парохи
| Ім'я                       | Роки                 | Коротка довідка | Світлини |
| -------------------------- | -------------------- | --- | -------- |
| о. Леонтій Лужницький      | до 1907              | |          |
| о. Дудик                   | до 1907              | |          |
| о. Омелян Гавриш (Гавришо) | 1907—1931 (або 1932) | 1867—28.10.1932, рукоположений на священика 1.04.1894, був парохом у Дрищеві та Урмані; у 1919—1927 був деканом у Поморянах |          |
| о. Стефан Городецький      | 1931—1946            | |          |
| о. Зіновій Бідула          | від 1989             | |          |

## Парафіяни
- 1832 — 190
- 1844 — 402
- 1854 — 469
- 1864 — 525
- 1874 — 538
- 1884 — 592
- 1894 — 596
- 1904 — 686
- 1914 — 807
- 1924 — 790 (окремо)
- 1936 — 980 (окремо)[1]
- 2012 — 606[7]

У 1932/1933 в селі було також 356 латинників і 19 юдеїв.

## Джерело
- Парафія с. Урмань. Церква Святих Верховних Апостолів Петра і Павла // Тернопільсько-Зборівська архиєпархія. Парафії, монастирі, храми. Шематизм / Автор концепції Куневич Б.; керівник проєкту, науковий редактор Стоцький Я. — Тернопіль : ТОВ «Новий колір», 2014. — С. 66. : іл. — ISBN 978-966-2061-29-1.